# Jozafat Romanyk
Jozafat (Bazyli) Romanyk OSBM [Йосафат (Василь) Романик ЧСВВ] (ur. 21 czerwca 1919 w Łyskowie, zm. 14 stycznia 2007 w Warszawie) – duchowny greckokatolicki, bazylianin.

## Życiorys
Ukończył Instytut Misyjny oo. bazylianów w Buczaczu, gdzie uzyskał tzw. „małą maturę”. 16 sierpnia 1934 wstąpił do zakonu oo. bazylianów w Dobromilu. Tam odbył nowicjat. Pierwsze śluby zakonne złożył 31 marca 1936, a następnie kontynuował naukę uzyskując prawdopodobnie w 1939 świadectwo dojrzałości. Po zdaniu matury rozpoczął studia filozoficzno-teologiczne w seminariach w Krystynopolu pow. Sokal i w Żółkwi, które ukończył w 1944. Śluby wieczyste złożył 11 lipca 1942 w Krechowie pow. Żółkiew. Prawdopodobnie ze względu na toczącą się wojnę, wcześniej niż przewidziano, został dopuszczony do święceń diakonatu (20 grudnia 1942). Na kapłana wyświęcony został 27 grudnia 1942 we Lwowie przez bp. Nykytę Budkę.

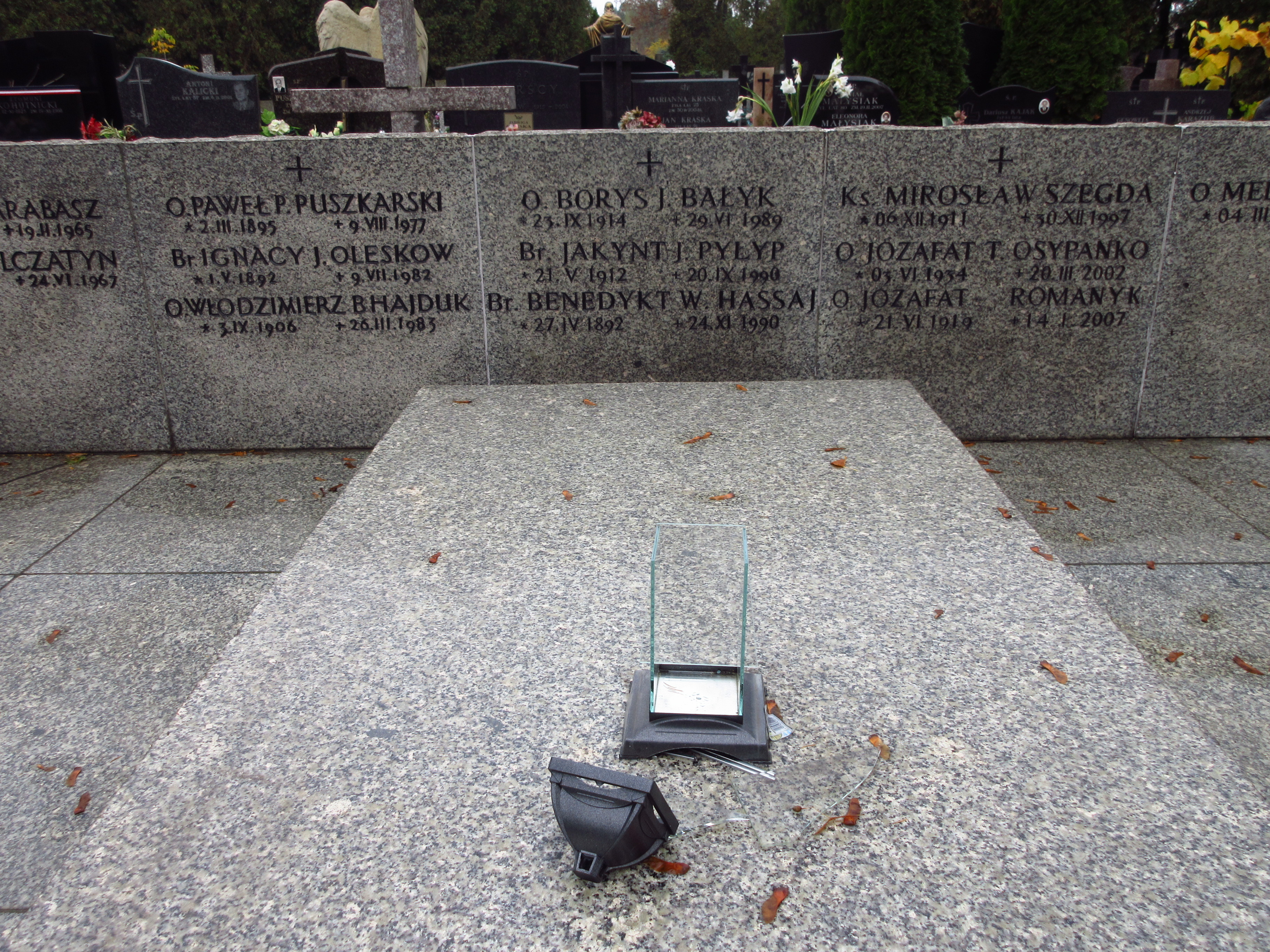
Grób Jozafata Romanyka na Cmentarzu Bródnowskim.

Po święceniach wyjechał do klasztoru w Dobromilu (przebywał tam 3 miesiące), a następnie klasztoru w Warszawie (2 miesiące) i klasztoru w Krystynopolu. Po wytyczeniu nowej wschodniej granicy Polski w listopadzie 1946 r. przyjechał do Adampola pow. Włodawa, gdzie był kapelanem w rzymskokatolickim klasztorze s. służebnic. Od 1947 dojeżdżał też do Lublina, gdzie rozpoczął studia teologiczne na Katolickim Uniwersytecie Lubelskim. Ukończył je licencjatem z teologii. Po zakończeniu nauki przyjechał do klasztoru bazyliańskiego w Warszawie. W latach 1953–1954 był wikariuszem w rzymskokatolickiej parafii w Wałczu, zaś w okresie 1957–1965 wikariuszem w Starym Kurowie pow. Strzelce Krajeńskie. Pomagał też w duszpasterstwie greckokatolickim w Kruklankach (1964–1965). W latach 1966–1977 wikariusz greckokatolickiej parafii przy klasztorze bazyliańskim w Warszawie, a następnie jej administrator (1977–1982). W okresie 1979–1982 duszpasterz grekokatolików w Olsztynie. 21 marca 1965 mianowany protoihumenem zakonu w Polsce. Funkcję tę pełnił do 1985.
W dniu 22 grudnia 1981 mianowany został wikariuszem generalnym prymasa Polski dla grekokatolików nieoficjalnego północnego wikariatu. Funkcję tę pełnił do 1989 r., tj. do konsekracji biskupa dla katolików obrządku wschodniego. W l. 1989–1994 pracował w Kołobrzegu, gdzie pełnił funkcję administratora miejscowego domu bazyliańskiego i duszpasterza grekokatolików. Po powrocie do Warszawy, przez następnych pięć lat (1994–1999) był opiekunem duchownym i spowiednikiem kleryków w seminarium bazyliańskim. Odprawiał też w warszawskiej parafii. 26 czerwca 1990 odznaczony papieskim medalem „Pro Ecclesia et Pontifice”. W 1999 wyjechał do domu zakonnego w Przemyślu, gdzie był spowiednikiem i opiekunem duchowym seminarzystów. Zajął się też tam twórczością pisarską tłumacząc na współczesny język ukraiński dzieła św. Jozafata.
Zmarł po ciężkiej chorobie w szpitalu Instytutu Kardiologicznego. Pochowany został 22 stycznia 2007 w grobowcu oo. bazylianów na warszawskim Bródnie (kwatera 91A-1-1/11).